# 凉城新村街道
凉城新村街道，是中国上海虹口区下辖的一个街道办事处。

## 地理
凉城新村街道面积3.24平方公里，政府驻地：凉城路661号。
- 东 水电路
- 西 俞泾浦
- 南 广中路
- 北 江湾市河

凉城新村街道原是江湾镇的一部分，1984年10月随江湾镇自宝山县划入虹口区。1986年，为建设上海火车站新站，市政府将大批居民自闸北迁来此处。1987年12月该地区从江湾镇划出，单独建立凉城新村街道办事处。2004年7月1日原属江湾镇街道的部分地块被划入，成现状。

## 行政区划
凉城新村街道下辖以下居委会：广水居委会、水电居委会、汶一居委会、汶二居委会、华苑第一居委会、华苑第二居委会、锦一居委会、锦二居委会、锦三居委会、复旦居委会、文苑第一居委会、文苑第二居委会、文苑第三居委会、秀苑居委会、凉城新村第一居委会、凉城新村第二居委会、凉城新村第三居委会、凉城新村第四居委会、凉城新村第五居委会、凉城新村第六居委会、广凉居委会、广粤居委会、梦湖苑居委会、馨苑居委会、广灵二路居委会、科佳居委会、中虹居委会。